# Klingenbach
Klingenbach (kroatisch Klimpuh; ungarisch Kelénpatak, Klimpa) ist eine gemischtsprachige Gemeinde mit 1260 Einwohnern (Stand 1. Jänner 2024) im Burgenland im Bezirk Eisenstadt-Umgebung in Österreich. Der Grenzübergang Klingenbach/Sopron nach Ungarn ist nach dem Ort benannt.

## Geografie
Die Gemeinde liegt im nördlichen Burgenland nahe der Landeshauptstadt Eisenstadt. Klingenbach ist der einzige Ort in der Gemeinde.
Namensgebend ist der im Ortsgebiet entspringende Klingenbach, welcher entlang der Ödenburger Bundesstraße (B16) bis ins Gemeindegebiet Siegendorf fließt und dort von rechts in den Nodbach mündet.
Nachbargemeinden:
|            |                                             | Siegendorf |
| Zagersdorf | Kompassrose, die auf Nachbargemeinden zeigt |            |
|            | Ungarn                                      |            |

## Geschichte
Vor Christi Geburt war das Gebiet Teil des keltischen Königreiches Noricum und gehörte zur Umgebung der keltischen Höhensiedlung Burg auf dem Schwarzenbacher Burgberg.
Später unter den Römern lag das heutige Klingenbach dann in der Provinz Pannonia.
Aufgrund eines Steinbeilfundes wird vermutet, dass das Gemeindegebiet bereits in der Zeit 5.500–4.300 Jahre vor Christus besiedelt war. Weiterhin befand sich im Ortsbereich ein Frauengrab der Frühlatènezeit (um 350 v. Chr.), in welchem sich zwei bronzene Armreifen, ein Fingerring und Beigabegefäße befanden.
In der Römerzeit befand sich dort die Villa Rustica, ein römischer Gutshof, und römische Hügelgräber, da die Siedlung sich direkt an der römischen Landstraße von Scarbantia (Sopron) nach Vindobona (Wien) befand. Ein Teil dieser Landstraße ist heute der Hotterweg zwischen Klingenbach und Zagersdorf.
Die erste urkundliche Erwähnung des Ortes als „possessio wlgariter Chlingenpach“ stammt aus dem Jahr 1276. In der Urkunde wird über die Übergabe des Gutes Klingenbach samt Zubehör an die Abtei Marienberg berichtet, deren Schenkung auch 1277 schriftlich festgehalten wird.
Im 14. Jahrhundert hatte die Ortschaft mehrere Besitzern. 1416/17 gelangte das Dorf, „Chlingendorf“ genannt, unter die Hoheit der nahe gelegenen Stadt Ödenburg. 1510 erließ der König von Ungarn Ladislaus II. der Stadt Ödenburg und den zugehörigen Stadtdörfern, darunter auch Klingenbach, alle Steuern und Kontributionen für die Dauer von zwei Jahren, damit die Befestigungsanlagen der Stadt erweitert und ausgebessert werden können.
Nachdem der Ort bereits 1523 von Raubrittern der Burg Landsee überfallen und geplündert worden war, wurde er 1529 im Zuge der ersten Wiener Türkenbelagerung zerstört, aber von Burgenland-Kroaten wieder besiedelt und neu aufgebaut.
Von 1848 bis zur Auflösung der Grundherrschaft im Jahre 1886 gehörte Klingenbach zum Bezirkskommissariat (später Stuhlrichteramt) und Steuerbezirk Eisenstadt innerhalb des Komitates Ödenburg. Am 1. Oktober 1895 wurde Klingenbach gemeinsam mit den Ortschaften Baumgarten, Trausdorf, Schattendorf, Siegendorf und einigen anderen Gemeinden zu einem staatlichen Matrikelbezirk (Stammbezirk) mit Sitz in Schattendorf, Stuhlbezirk Mattersburg, zusammengefasst. Von 1886 bis 1921 gehörte es dann wieder zum Stuhlbezirk Ödenburg.
Klingenbach gehörte, wie das gesamte Burgenland, bis 1920/21 zu Ungarn (Deutsch-Westungarn). Seit 1898 musste aufgrund der Magyarisierungspolitik der Regierung in Budapest der ungarische Ortsname Kelénpatak verwendet werden.

Nach Ende des Ersten Weltkriegs wurde nach zähen Verhandlungen Deutsch-Westungarn in den Verträgen von St. Germain und Trianon 1919 Österreich zugesprochen. Der Ort gehört seit 1921 zum neu gegründeten Bundesland Burgenland. 
Am 1. Juli 1923 wurde Klingenbach aus dem Matrikelbezirk Schattendorf herausgelöst und bildete mit der Nachbargemeinde Zagersdorf einen eigenen Matrikelbezirk, der bis 31. Dezember 1970 bestand. Von 1945 bis 1955 war der Ort Teil der sowjetischen Besatzungszone im besetzten Österreich. Am 1. Jänner 1971 wurde Zagersdorf aus der bisherigen Verwaltungseinheit mit Klingenbach herausgelöst und mit Siegendorf zu einer neuen politischen Gemeinde vereinigt.

### Bevölkerungsentwicklung
Nach der Volkszählung 2001 hatte Klingenbach 1.189 Einwohner, von denen sich 73,1 % zur burgenlandkroatischen Volksgruppe bekannten (zusätzlich geben 9,3 % Kroatisch als Umgangssprache an). Der Anteil der deutschsprachigen Volksgruppe betrug 13,4 %.
Der Großteil der Einwohner von Klingenbach (89,2 %) bekannte sich zur römisch-katholischen Kirche; zur orthodoxen Kirche und zum Islam bekannten sich je 2,5 %.

## Kultur und Sehenswürdigkeiten

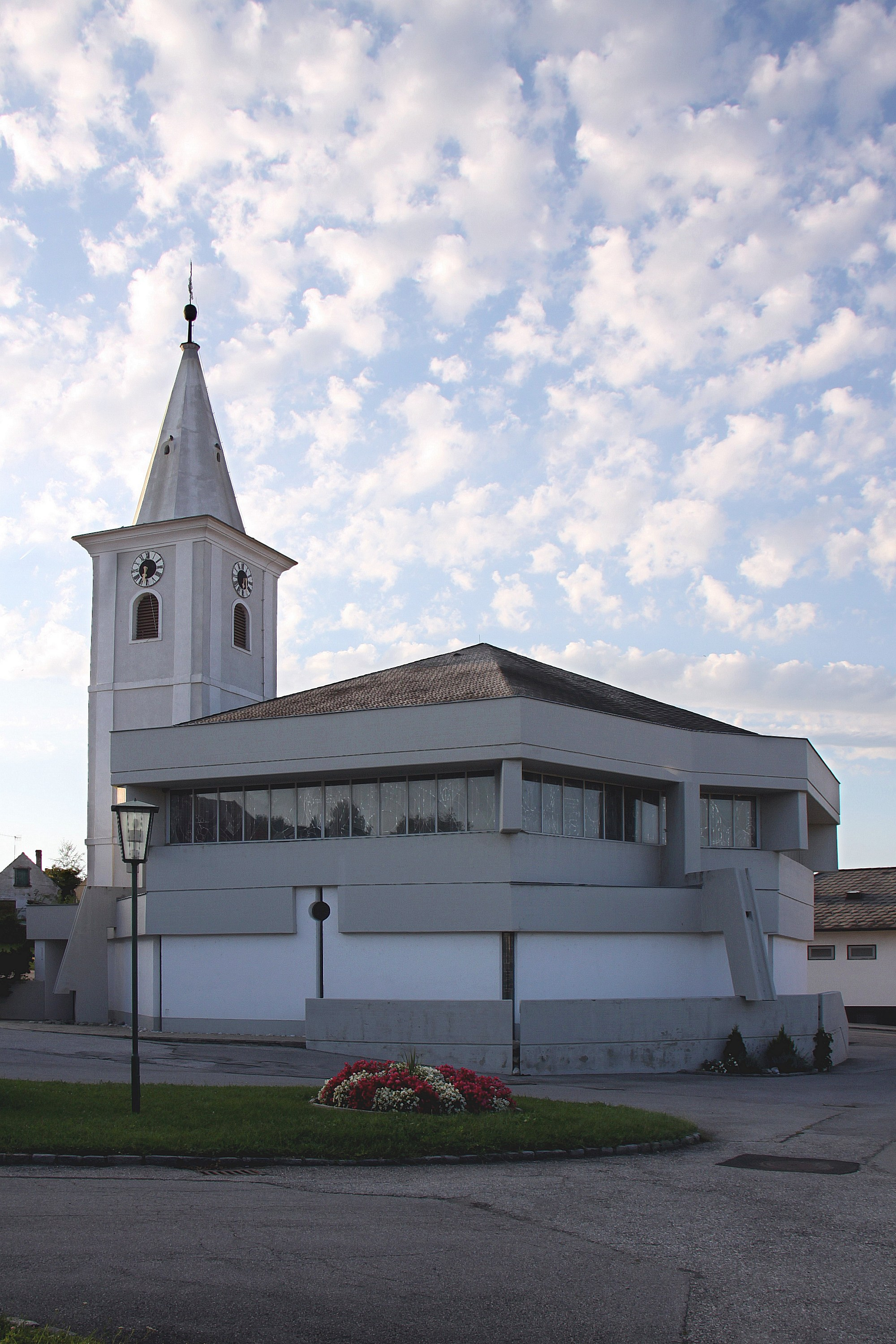
Pfarrkirche Klingenbach

- Katholische Pfarrkirche Klingenbach
- Das Steinkreuz mit Pietà (um 1770) wurde im Jahr 1810 im neuen Friedhof neu aufgestellt. Das Friedhofskreuz stammt vom Friedhof des aufgelassenen Paulinerklosters Wandorf, dem heutigen Sopronbánfalva.

## Wirtschaft und Infrastruktur
Klingenbach war jahrelang von der Rolle als Durchfahrts- und Grenzort zum Grenzübergang Klingenbach/Sopron geprägt. 1995 wurde zur Entlastung der Gemeindebewohner eine Umfahrungsstraße der verlängerten Südost Autobahn zum Grenzübergang gebaut.
In der Gemeinde war die HOTWELL Handelsgesellschaft m.b.H., ein Tochterunternehmen der Kuwait Petroleum Corporation, ansässig, welche 2015 aufgrund finanzieller Probleme Konkurs anmeldete. Im ehemaligen Gebäude ist nun die westliche Zentrale der im Jahr 2017 ebendort gegründeten pnnPlus Well Logging Equipment untergebracht.

## Politik

### Gemeinderat

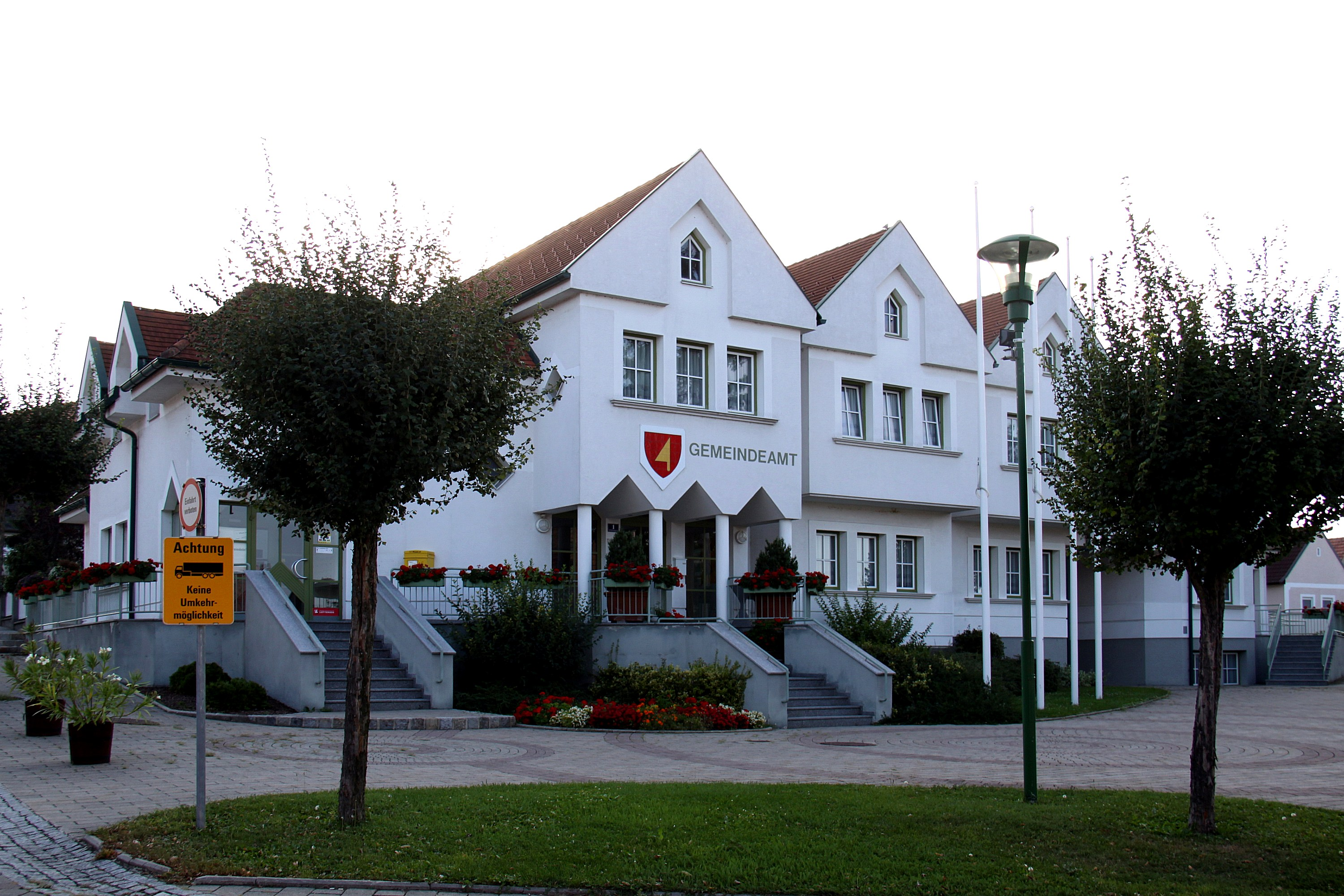
Gemeindeamt Klingenbach

Der Gemeinderat umfasst aufgrund der Einwohnerzahl insgesamt 19 Mitglieder.
| Partei          | 2022             | 2022             | 2022             | 2017             | 2017             | 2017             | 2012             | 2012             | 2012             | 2007             | 2007             | 2007             | 2002    | 2002    | 2002    | 1997    | 1997    | 1997    |
| Partei          | Sti.             | %                | M.               | Sti.             | %                | M.               | Sti.             | %                | M.               | Sti.             | %                | M.               | Sti.    | %       | M.      | Sti.    | %       | M.      |
| --------------- | ---------------- | ---------------- | ---------------- | ---------------- | ---------------- | ---------------- | ---------------- | ---------------- | ---------------- | ---------------- | ---------------- | ---------------- | ------- | ------- | ------- | ------- | ------- | ------- |
| SPÖ             | 544              | 69,65            | 13               | 480              | 62,83            | 12               | 529              | 63,58            | 12               | 562              | 68,04            | 10               | 552     | 67,65   | 11      | 447     | 58,36   | 9       |
| ÖVP             | 237              | 30,35            | 6                | 284              | 37,17            | 7                | 303              | 36,42            | 7                | 264              | 31,96            | 5                | 234     | 28,68   | 4       | 236     | 30,81   | 5       |
| FPÖ             | nicht kandidiert | nicht kandidiert | nicht kandidiert | nicht kandidiert | nicht kandidiert | nicht kandidiert | nicht kandidiert | nicht kandidiert | nicht kandidiert | nicht kandidiert | nicht kandidiert | nicht kandidiert | 30      | 3,68    | 0       | 83      | 10,84   | 1       |
| Wahlberechtigte | 1080             | 1080             | 1080             | 1014             | 1014             | 1014             | 1007             | 1007             | 1007             | 987              | 987              | 987              | 976     | 976     | 976     | 960     | 960     | 960     |
| Wahlbeteiligung | 78,61 %          | 78,61 %          | 78,61 %          | 83,93 %          | 83,93 %          | 83,93 %          | 90,27 %          | 90,27 %          | 90,27 %          | 88,75 %          | 88,75 %          | 88,75 %          | 88,32 % | 88,32 % | 88,32 % | 87,19 % | 87,19 % | 87,19 % |

### Gemeindevorstand
Neben Bürgermeister Richard Frank (SPÖ) und Vizebürgermeister Peter Vlasits (ÖVP) gehören weiters Eveline Schuller-Frank (SPÖ), Roman Vlasits (SPÖ) und Klaus Vlaschitz (ÖVP) dem Gemeindevorstand an.

### Bürgermeister
Bürgermeister in Klingenbach ist Richard Frank (SPÖ). Er übernahm am 20. Dezember 2016 das Amt von seinem Vorgänger Johann Frank (SPÖ), der seit 2001 der Gemeinde vorstand. Bei der Bürgermeisterdirektwahl 2017 wurde Richard Frank mit 64,27 % bestätigt. Sein Mitbewerber Peter Vlasits (ÖVP) erreichte 35,73 %.
Bei der Wahl 2022 erhielt Richard Frank 72,77 Prozent der Stimmen im ersten Wahldurchgang und wurde damit als Bürgermeister bestätigt.

### Wappen
Blasonierung: „Eine goldene Klinge im roten Feld.“
Die Klinge, welche eigentlich ein Rebmesser darstellt, war ursprünglich von zwei sich unten kreuzenden Lorbeerzweigen ovalförmig umrankt.

## Persönlichkeiten
- Simon Knéfacz (1752–1819), Schriftsteller
- Hanna Sturm (1891–1984), politische Aktivistin und Widerstandskämpferin
- Stefan Geosits (1927–2022), Übersetzer, Schriftsteller

## Historische Landkarten

Klingenbach und seine Umgebung um 1870–80 (Aufnahmeblätter der Landesaufnahme)
Der Ortskern von Klingenbach (unten rechts)
Östliche Umgebung
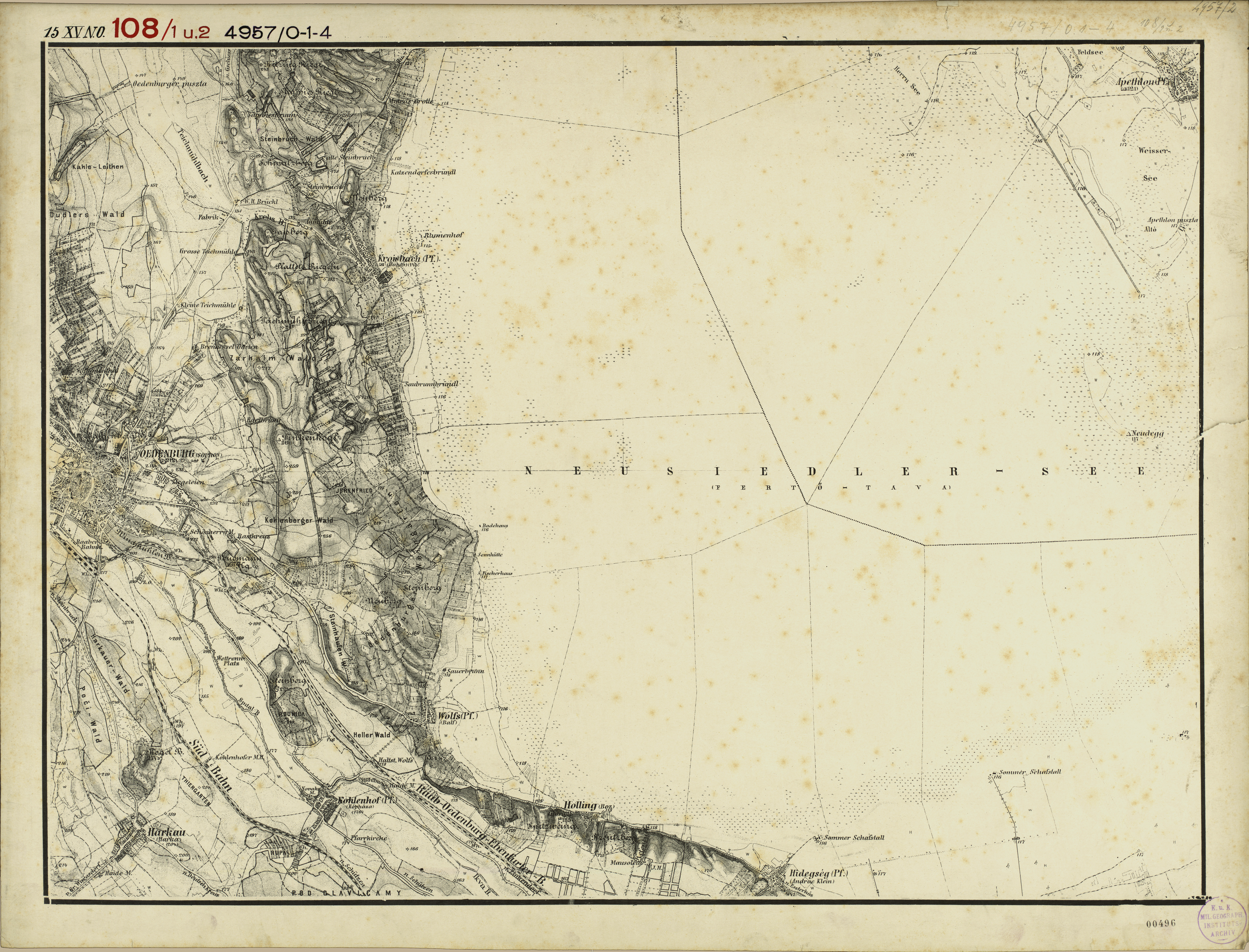
Südöstliche Umgebung
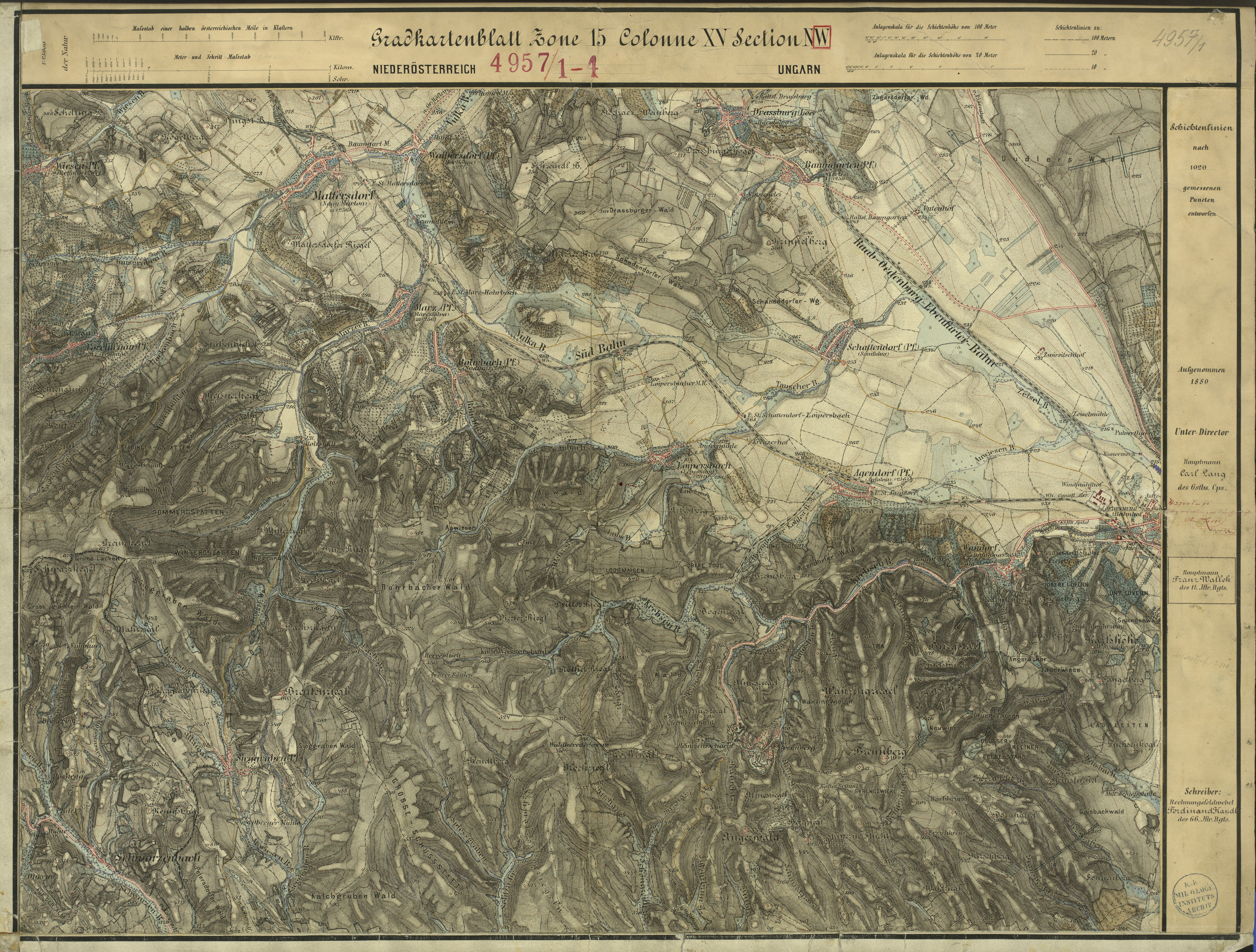
Südwestliche Umgebung